# ليثواي
ليثواي أو الملاكمة البورمية هي رياضة قتالية من ميانمار تعتبر واحدة من أكثر فنون القتال وحشية في العالم. يُسمح للمقاتلين بالضرب بقبضاتهم، أكواعهم، ركبهم، أقدامهم، كما يُسمح أيضًا بالضرب بالرأس.